# Anoptotettix pudicus
Anoptotettix pudicus är en insektsart som beskrevs av Christiane Amédégnato och Marius Descamps 1979. Anoptotettix pudicus ingår i släktet Anoptotettix och familjen gräshoppor. Inga underarter finns listade i Catalogue of Life.